# Poklicna bolezen
Poklicne bolezeni so bolezni, povzročene z daljšim neposrednim vplivom delovnega procesa in delovnih razmer na določenem delovnem mestu ali na delu, ki sodi v neposredni okvir dejavnosti, na podlagi katere je oboleli zavarovan in so v registru poklicnih bolezni.

## Seznam poklicnih bolezni
- Poklicne bolezni povzročene z nevarnimi kemičnimi snovmi, fizikalnimi dejavniki in biološkimi dejavniki
- Poklicne bolezni po prizadetih organskih sistemih
- Bolezni, ki jih povzročajo rakotvorne snovi, pripravki in energije

## Razdelitev poklicnih bolezni glede na izvor
- Bolezni, povzročene s strupenimi ali alergenimi snovmi, ki so izhodne surovine, ali pa nastajajo v posameznih fazah tehnološkega procesa (plini, aerosoli).
- Bolezni, povzročene s fizikalnimi dejavniki (neugodne klimatske razmere, izpostavljenost hrupu, vibracijam, sevanju).
- Bolezni, ki nastanejo kot posledica nefiziološkega dela (prisilni položaj itd.).
- Nalezljive bolezni, ki so po svoji naravi lahko poklicne.
- Tropske bolezni se pojavljajo pri osebju dolge plovbe in osebju, ki službuje v tropskih krajih.
- Talkoza je bolezen, ki se pojavlja pri delih, kjer se izdeluje ali uporablja prah talka.
- Aluminoza se pojavlja pri delih, kjer se razvija prah aluminija in njegovih spojin.
- Pnevmokonioza se pojavlja pri odkopavanju rudišč, prevozu rude in drugih jamskih delih v rudnikih črnega premoga.

NEKATERE IZMED POKLICNIH BOLEZNI, NAVEDENE V SEZNAMU POKLICNIH BOLEZNI (glede na pravilnik o seznamu poklicnih bolezni):
1. Bolezni, ki jih povzročajo fizikalni dejavniki:
- kompresijska bolezen
- vibracijska bolezen
- Okvara sluha zaradi hrupa

2. Bolezni, povzročene z biološkimi dejavniki:
- parazitne bolezni

3. Bolezni kože:
- kožni rak
- poklicni vitiligo
- dermatitis simpleks
- dermatitis detritiva

4. Bolezni dihal:
- silikoza
- poklicna astma
- sideroza
- farmerska pljuča

## Posledice poklicne bolezni
Za osebe s poklicno boleznijo je pričakovana življenjska doba skrajšana, zdravje je prizadeto, prizadeta je lahko tudi splošna in specifična delovna zmožnost, moteno je zadovoljevanje življenjskih potreb. Ker so poklicne bolezni strogo pogojene z delovnim mestom, je diagnoza bolezni zelo pomembna tako za zagotavljanje pravic obolelih delavcev, kot tudi za prevzem dolžnosti in odgovornosti delodajalcev. Predvsem je potrebno ugotoviti, da je delovno mesto res pravi povzročitelj poklicne bolezni. To se ugotovi z delovno anamnezo, analizo in zdravstveno oceno delovnega mesta. Pri delavcih, ki delajo na takem delovnem mestu, je potrebno opraviti ustrezne preiskave organskih sistemov. Če so izvidi in klinične slike pozitivni, in če je ugotovljena jasna povezava med zdravstvenim stanjem delavca in škodljivimi dejavniki delovnega mesta, potem se potrdi, da gre za poklicno bolezen z zdravstvenega in pravnega vidika. Po pravilniku je delodajalec tisti, ki je dolžan zagotoviti »zdravljenje« delovnega mesta, oziroma poskrbeti za ustrezno zaščito pred škodljivimi dejavniki in s tem zmanjšati ogroženost delavcev. Diagnoza in zdravljenje obolelega delavca potekata enako kot pri običajnih kliničnih diagnozah, le da ima delavec, ki mu je priznana poklicna bolezen, določene pravice in je tudi pravno ter zdravstveno zaščiten.

## Poklicne bolezni v Sloveniji
Letno je bilo v Sloveniji okrog 400 prijav poklicnih bolezni. Med njimi so bile še pred desetletjem na prvem mestu okvare sluha pred boleznimi zaradi izpostavljenosti navarnim snovem in zdravstvenim okvaram zaradi učinkov karcinogenih snovi, katerih delež je zadnja leta vse večji. Drugih okvar (vibratorna bolezen, kožne bolezni itd.) je malo, vendar pa je vprašljiva zanesljivost statistike in prijavljanja.

## Predpisi, ki urejajo poklicne bolezni v Sloveniji
Zakon o pokojninskem in invalidskem zavarovanju
Po Zakonu o pokojninskem in invalidskem zavarovanju je eden izmed vzrokov za nastanek invalidnosti lahko tudi poklicna bolezen.
ZPIZ določa tudi definicijo poklicne bolezni, in sicer so poklicne bolezni po tem zakonu določene bolezni, povzročene z daljšim neposrednim vplivom delovnega procesa in delovnih pogojev na določenem delovnem mestu ali na delu, ki sodi v neposredni okvir dejavnosti, na podlagi katere je oboleli zavarovan.
Pravilnik o seznamu poklicnih bolezni
Enako definicijo določa tudi Pravilnik o seznamu poklicnih bolezni, katerega sestavi del je tudi seznam poklicnih bolezni in škodljivih dejavnikov iz delovnega okolja, ki povzročajo spremembe na zdravju delavcev. V tem seznamu so kot poklicne bolezni navedene:
- poklicne bolezni povzročene z nevarnimi kemičnimi snovmi, fizikalnimi dejavniki in biološkimi dejavniki (krom, živo srebro, svinec …)
- poklicne bolezni po prizadetih organskih sistemih (poklicne bolezni kože, bolezni dihal, bolezni gibal, bolezni zob)
- bolezni, ki jih povzročajo rakotvorne snovi, pripravki in energije.
- druge bolezni, ki ne spadajo v nobeno od zgoraj naštetih pa je na primer rudarski nistagmus.

Poklicna bolezen se  ugotavlja in dokazuje z zdravstvenim nadzorom delavcev preko preventivnih  zdravstvenih pregledov.
Zakon o odpravljanju posledic dela z azbestom
Pomemben predpis na področju poklicnih bolezni je tudi Zakon o odpravljanju posledic dela z azbestom,
ki določa poklicne bolezni zaradi izpostavljenosti azbestnemu prahu ali prahu materialov, ki vsebujejo azbest.
Po tem zakonu so proizvodnja, promet in skladiščenje azbesta in izdelkov, ki vsebujejo azbest, na območju Republike Slovenije, in njihov uvoz, prepovedani.
Do pravic po tem zakonu so upravičene osebe, ki so:
- bile zaposlene v gospodarskih družbah, ki so predelovale, skladiščile, vgrajevale ali odstranjevale azbest oziroma azbestne izdelke na delovnih mestih, kjer so bile izpostavljene azbestu
- zaposlene v gospodarskih družbah, ki uporabljajo in odstranjujejo azbestne izdelke, na delovnih mestih, kjer so bile izpostavljene azbestu.

Kot bolezni zaradi izpostavljenosti azbestu se po tem zakonu štejejo:
- azbestoza
- bolezni plevre[4]
- pljučni rak[5] in
- maligni mezoteliom plevre ali peritoneja.

Kot bolezen zaradi izpostavljenosti azbestu se lahko prizna tudi rak na drugih organih in organskih sistemih, o čemer odloča skupina strokovnjakov.
Osebe, pri katerih se ugotovi poklicna bolezen, zaradi izpostavljenosti azbestu, imajo pravico do izplačila odškodnine v pavšalnem znesku. Odškodnina se določi po postopku, določenem v zakonu na podlagi sheme. Najvišja odškodnina za poklicno bolezen znaša po tem zakonu 41.660,00 evrov, in sicer v primeru pljučnega raka in ostalih rakov, ki so posledica izpostavljenosti azbestu
Znesek odškodnine je odvisen od pričakovanja razvoja bolezni, od zmanjšanja življenjskih funkcij (nepomembno zmanjšanje, lažje stopnje, srednje stopnje, težje stopnje) ter od starosti upravičencev.
Pravico do invalidske pokojnine  pod ugodnejšimi pogoji lahko delavci uveljavijo, če je pri njih po predpisih o pokojninskem in invalidskem zavarovanju ugotovljena invalidnost II. oziroma III. kategorije zaradi poklicne bolezni in če so dopolnile najmanj 25 let pokojninske dobe ter najmanj 50 let starosti. 
Oseba, pri kateri je bila ugotovljena poklicna bolezen zaradi izpostavljenosti azbestu, vloži zahtevo za priznanje odškodnine. Republika Slovenija krije odškodnino v višini 60% sporazumno določenega zneska. Sporazum je dosežen, če gospodarski subjekt, pri katerem je bila oseba zaposlena, pristane na to, da krije preostalih 40% zneska odškodnine, vlagatelj pa se strinja s tako določeno višino odškodnine. 
Kadar gospodarska družba, kjer je bil vlagatelj zaposlen, oziroma njena pravna naslednica več ne obstaja ali če bi plačilo njenega dela odškodnine lahko resno ogrozilo njen obstoj oziroma bistveno otežilo njeno poslovanje, lahko komisija odloči, da Republika Slovenija krije večji del odškodnine, kot je določeno v zakonu. 
Del sporazuma o izplačilu odškodnine je izjava oškodovanca, da na podlagi iste poklicne bolezni zaradi izpostavljenosti azbestu ne bo vložil tožbe pri pristojnem sodišču.

## Zgodovina pojavljanja poklicnih bolezni
Pojavljati so se  začele tam, kjer se je začelo tudi človeško delo. Že pri prvih aktivnostih, ki jih lahko poimenujemo delo, so bile poškodbe kože in oči pri obdelavi kamnitega orodja.
Egipčani so na primer imeli že v četrtem tisočletju pred našim štetjem rudnike bakra v Sinajskem pogorju. Najzgodnejši zapisi iz faraonskega obdobja že opisujejo posamezne okvare delavcev.  Opisano je tudi delo otrok in zapornikov v Egiptovskih rudnikih.
Rimski arhitekt  Vitruvije je ob pisanju  o nevarnostih dela v rudnikih priporočal varovalne ukrepe, npr. uporabo svetilke, ki jo rudar pred delom spusti v jamo in če plamen ne ugasne, gre v jamo tudi sam. Prav tako je pisal o poklicnih strupih v rudniku srebra v Španiji.
Prvi znani tiskani zapis je o poklicnih strupih je iz leta 1473. Prvo monografijo o profesionalnih boleznih je bila napisana leta 1534, v kateri so bile opisane poklicne bolezni rudarjev. 
Začetnik medicine dela je Bernardo Ramazzini, profesor interne medicine v Paviji, kot avtor učbenika za poklicne bolezni. V knjigi je opisal 40 različnih poklicev in vse do takrat znane bolezni, ki lahko nastanejo v teh poklicih. Pri tem ni pozabil niti na pevce, medicinske sestre, nune, čistilke stranišč, grobarje in služabnike. Največ pozornosti je posvetil rudarjem v rudnikih kovin in različnim drugim poklicem v obdelavi kovin.
V 19. stoletju se je začelo tudi proučevanje raka kot poklicne bolezni. Iz začetka 20. stoletja pa so znane številne znanstvene razprave o poklicni izpostavljenosti ionizirajočim sevanjem in o alergiji kot mehanizmu nastanka mnogih poklicnih, posebno kožnih bolezni.

## Najpogostejši poklicni bolezni 21. stoletja
Stres in izgorelost sta vedno bolj izraziti posledici sodobnega poklicnega udejstvovanja.
Stres je neprijetno stanje napetosti v človeku ob ugotovitvi, da je želeno stanje drugačno od  realnega. Prvi odzivi so napetosti v mišicah, hiperaktivnost, razdražljivost ali jeza, temu obdobju navadno sledi navajanje na novo situacijo. Po dolgotrajnem stresu pa telo izčrpa svoje rezerve in posledično prizadeta oseba postane pasivna, brezvoljna in izčrpana.
Spremenljivi eksistenčni pogoji, podaljševanje delovnega časa, ki je pogosto tudi nedoločljiv, slabo vpliva na vso družino, na samega zaposlenega pa vedno boj stresno. V zadnjem času se pogosto v zvezi s stresom na delovnem mestu omenja tudi tako imenovani mobing in slabi medsebojni odnosi znotraj delovnih skupin.
Pojav je po svetu, predvsem v ZDA, Japonski in Evropi že dalj časa dobro poznan, na Slovenskem pa zaposleni še vedno težko priznajo, da naloženim nalogam, odgovornostim, hitrim spremebam in drugim obveznostim niso kos, kar pa še dodatno okrepi stresno situacijo. Dolgotrajna napetost in pomanjkanje prostega časa pa pogosto vodi v kronično stanje skrajne psihofizične in čustvene izčrpanosti, kar pa z drugimi besedami imenujemo izgorelost. 
Izgorelost je negativna reakcija na stres. Prizadeti razvije negativno lastno podobo, negativen odnos do dela, izgubi občutek za stranke, ipd. Slabo se znajde tudi v osebnem živlejnju. Izgorelost v višjih fazah pripelje celo do depresivnih in samomorilnih nagnjenj, katerim se pridružijo visoka možnost za infarkt in možgansko kap. Zdravljenje tako hudih oblik izgorelosti je dolgotrajno, celo do več let, včasih je potrebna tudi daljša hospitalizacija.
Kot najboljša preventiva velja, da mora vsak zaposleni svoje cilje postaviti realno, nujne so redne sprostitvene aktivnosti in primerno izražanje jeze in strahu pred posamezno delovno situacijo.

## Medicinski in pravni vidik
- Poklicna bolezen z medicinskega vidika

Z medicinskega vidika je pričakovana življenjska doba skrajšana in zdravje prizadeto. Splošna in specifična delovna zmožnost je lahko prizadeta. Zadovoljevanje življenjskih potreb je lahko moteno ali pa ne.Vir obremenitve oziroma škodljivosti se šteje samo pri poklicnem delu. Poklicna bolezen je,če so delovna anamneza,analiza in zdravstvena ocena delovnega mesta,izvidi preiskav organskih sistemov pozitivni.Klinična slika mora biti tudi pozitivna. Gre za poklicno bolezen z zdravstvenega vidika.Biokemična lezija je pozitivna.Celično-tkivne morfološke spremembe so pozitivne. Prizadeta je psihosoma. Okvare so lahko reverzibilne; zdravljenje niti rehabilitacija nista končana.
- Poklicna bolezen s pravnega vidika

S pravnega vidika je zadovoljevanje življenjskih potreb moteno. Gre za trajno okvaro zdravja.

## Vzroki nastanka poklicnih zdravstvenih okvar
Najpogostejši vzroki nastanka poklicnih zdravstvenih okvar so:
- nepravilno projektirani tehnološki procesi
- nestrokovno ravnanje z nevarnimi snovmi
- opustitev varnostnih ukrepov
- premajhno znanje delavcev in neustrezno ter pomanjkljivo izobraževanje na področju varstva pri delu
- opuščanje uporabe osebnih varovalnih sredstev ali uporaba neustreznih varovalnih sredstev
- neizvajanje delovne in tehnološke discipline
- neustrezni in pomanjkljivi predpisi varstva pri delu
- nezadostna kontrola inšpekcij z majhnimi možnostmi ustreznih ukrepov

## Dokazovanje poklicne bolezni
Dokazovanje poklicne bolezni se izvaja s posebnim postopkom za ugotavljanje in priznavanje poklicnih bolezni. Organ, ki v Sloveniji ta postopek izvaja, je Zavod za pokojninsko in invalidsko zavarovanje Slovenije. V postopek so vključeni še drugi člani in sicer je to zavarovančev osebni zdravnik, služba medicine dela, specialistične službe, delodajalec, ter po potrebi tudi zavod za usposabljanje invalidnih oseb. Postopek se izvaja na osnovi pravilnika, ki določa delavčevo izpostavljenost obremenitvam. Pravilnik določa kriterije za oceno tveganja obremenitev  in škodljivosti, ki naj bi bili vzrok za bolezen. Preventivni zdravstveni pregledi so osnovni dejavnik, ki ugotavlja pojav poklicne bolezni. Bolezenske znake oziroma pojav bolezni se določa na osnovi laboratorijskih in funkcijskih testov, klinične slike ter ostalih ustreznih diagnostičnih postopkov in preiskav. Pri ugotavljanju prisotnosti poklicne bolezni je potrebno upoštevati najkrajši čas in najnižjo pogostost izpostavljenosti, ki po merilih stroke še lahko povzroči poklicno bolezen. Za poklicno bolezen je poleg naštetega potrebno upoštevati tudi latentno dobo za nastanek bolezni, in sicer je to od trenutka zadnje izpostavljnosti do trenutka prvih znakov poklicne bolezni.